# Vyšné Remety
Vyšné Remety je naseljeno mjesto u okrugu Sobrance u Košickom kraju u Slovačkoj.

## Stanovništvo
| Godina:     | 1993. | 2003.   | 2013.   | 2023.   |
| ----------- | ----- | ------- | ------- | ------- |
| Broj ljudi: | 430   | 417     | 418     | 388     |
| Razlika:    |       | -3,02 % | +0,23 % | -7,17 % |

| Godina:     | 2022. | 2023.   |
| ----------- | ----- | ------- |
| Broj ljudi: | 393   | 388     |
| Razlika:    |       | -1,27 % |

Prema podatcima o broju stanovnika iz 2023. godine naselje je imalo 388 stanovnika.

## Vanjske poveznice
|  | Zajednički poslužitelj ima još gradiva o temi Vyšné Remety |

- Službena stranica naselja (sl.)